# 20789 Hughgrant
20789 Hughgrant este un asteroid din centura principală de asteroizi.

## Descriere
20789 Hughgrant este un asteroid din centura principală de asteroizi. A fost descoperit pe 28 septembrie 2000 la Fountain Hills (Arizona) de Charles W. Juels. Asteroidul prezintă o orbită caracterizată de o semiaxă mare de 2,55 ua, o excentricitate de 0,24 și o înclinație de 9,8° în raport cu ecliptica.